# 242-я стрелковая дивизия (1-го формирования)
242-я стрелковая дивизия 1-го формирования (242 сд) — стрелковое соединение (стрелковая дивизия) РККА Вооружённых Сил Союза ССР, принимавшее участие в Великой Отечественной войне.
Период вхождения в состав действующей армии: с 15 июля по 27 декабря 1941 года.

## История
Формировалась с 30 июня 1941 года в городе Калинин, в Московском военном округе (МВО). Согласно приказу Ставки верховного командования от 13 июля, она была включена в создаваемую 30-ю армию. Для осуществления задуманного плана по окружению противника в районе Смоленска, 19 июля частям армии было приказано выдвинуться на рубеж Старая Торопа — Литвиново. 242 сд перебрасывалась в район Сытьково — Веншино.
21 числа, когда соединения армии, двигаясь форсированным маршем, достигли рубежей севернее Оленино, направление движение армии было изменено. Теперь она должна была выдвинуться на рубеж Максимовка — Петрополье, откуда ей предстояло наступать на Духовщину. В результате этого 242-й дивизии пришлось вступить в бой практически без отдыха. К 5 августа она потеряла убитыми, пропавшими и ранеными более 3 500 человек.
17 августа 30-я армия перешла в наступление своим центром и левым крылом на фронте Старое Морохово — Новое Морохово — Гордеенки. 242 сд, двумя полками атаковавшая на участке Старое Морохово — Ерхово, продвинулась на 150—200 м, но была остановлена перед проволочным заграждением сильным огнём противника. 19 числа дивизия овладела высотой 200.0 юго-западнее Жидков. 10 сентября армии фронта перешли к обороне.
В начале октября, в ходе немецкой наступательной операции «Тайфун», 242 сд оказалась в окружении севернее Вязьмы. 5 октября она вышла к дороге Белый — Вязьма, которая к этому времени была перехвачена противником. Командир дивизии попытался связаться со штабом армии для получения указаний о дальнейших действиях. На запрос был получен ответ «ждите». Позднее выяснилось, что на волне дивизии работала радиостанция немцев, которая передавала дивизии ничего не значащую информацию и закодированные сообщения, которые невозможно было раскодировать. До 12 часов 6 октября 242 сд находилась без движения. К утру 6 октября стало ясно, что выход из окружения с материальной частью невозможен, так как немцы окончательно блокировали единственную дорогу. Тогда командование дивизии приняло решение пробиваться на восток без тяжёлого вооружения. После упорных боёв дивизии удалось вырваться из окружения. Остатки её частей были переданы в состав 31-й армии и сосредоточены в районе Гусево.
Дивизия была расформирована 27 декабря 1941 года.

## Состав
- управление
- 897-й стрелковый полк
- 900-й стрелковый полк
- 903-й стрелковый полк
- 769-й артиллерийский полк
- 772-й гаубичный артиллерийский полк
- 300-й отдельный истребительно-противотанковый дивизион
- 519-й отдельный зенитный артиллерийский дивизион
- 321-я разведывательная рота
- 410-й сапёрный батальон
- 662-й отдельный батальон связи
- 240-я отдельная рота химзащиты
- 500-й автотранспортный батальон
- 673-я полевая почтовая станция
- 316-я полевая касса Госбанка[3]

## В составе
| На дату    | Фронт (округ)            | Армия      | Корпус |
| ---------- | ------------------------ | ---------- | ------ |
| 01.07.1941 | Московский военный округ | -          | -      |
| 10.07.1941 | Московский военный округ | -          | -      |
| 01.08.1941 | Западный фронт           | 30-я армия | -      |
| 01.09.1941 | Западный фронт           | 30-я армия | -      |
| 01.10.1941 | Западный фронт           | 30-я армия | -      |
| 01.11.1941 | Калининский фронт        | 30-я армия | -      |

## Командиры
- лето 1941 — Коваленко Кирилл Алексеевич (1891—1980), генерал-майор. Тяжело ранен 31 августа 1941 года.
- лето — осень 1941 — Глебов Виктор Сергеевич (1906—1985), подполковник.

## Командиры полков
| Имя                        | Нахождение в должности    | Звание                |                       |                       |                       |                       |
| 897-й стрелковый полк      | 897-й стрелковый полк     | 897-й стрелковый полк | 897-й стрелковый полк | 897-й стрелковый полк | 897-й стрелковый полк | 897-й стрелковый полк |
| -------------------------- | ------------------------- | --------------------- | --------------------- | --------------------- | --------------------- | --------------------- |
| Никитин Евдоким Климович   | 27 июня — 31 августа 1941 | подполковник          |                       |                       |                       |                       |
| Самойлович Иуда Менделевич | 31 август — сентябрь 1941 | майор                 |                       |                       |                       |                       |
| 900-й стрелковый полк      |                           |                       |                       |                       |                       |                       |
| Беляков Аким Семёнович     | 27 июня — 21 августа 1941 | майор                 |                       |                       |                       |                       |